# Svartgrå blekmaskspinnare
Svartgrå blekmaskspinnare (Tetheella fluctuosa) är en fjärilsart som beskrevs av Jacob Hübner 1799-1804. Svartgrå blekmaskspinnare ingår i släktet Tetheella och familjen sikelvingar. Arten är reproducerande i Sverige. Inga underarter finns listade i Catalogue of Life.

## Bildgalleri

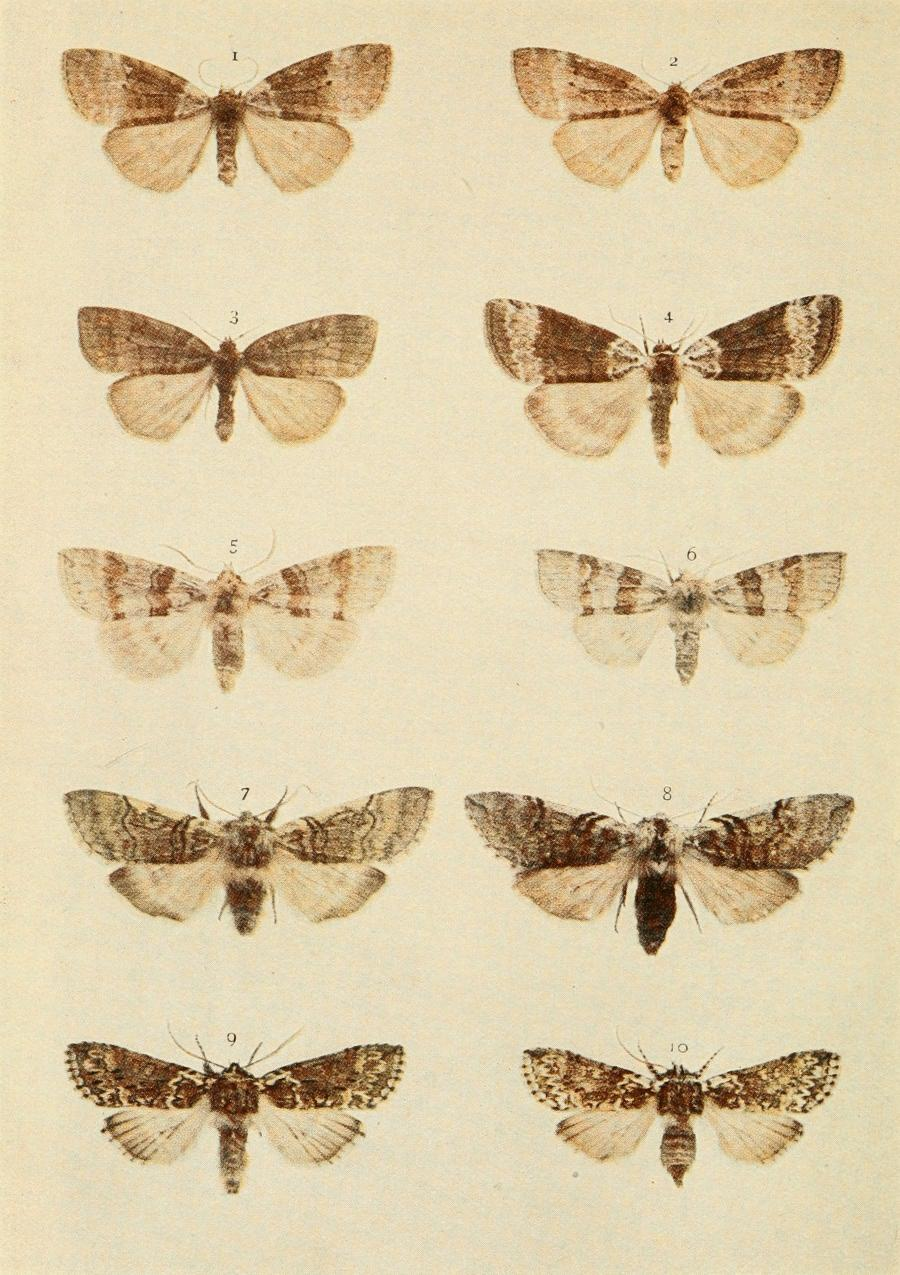
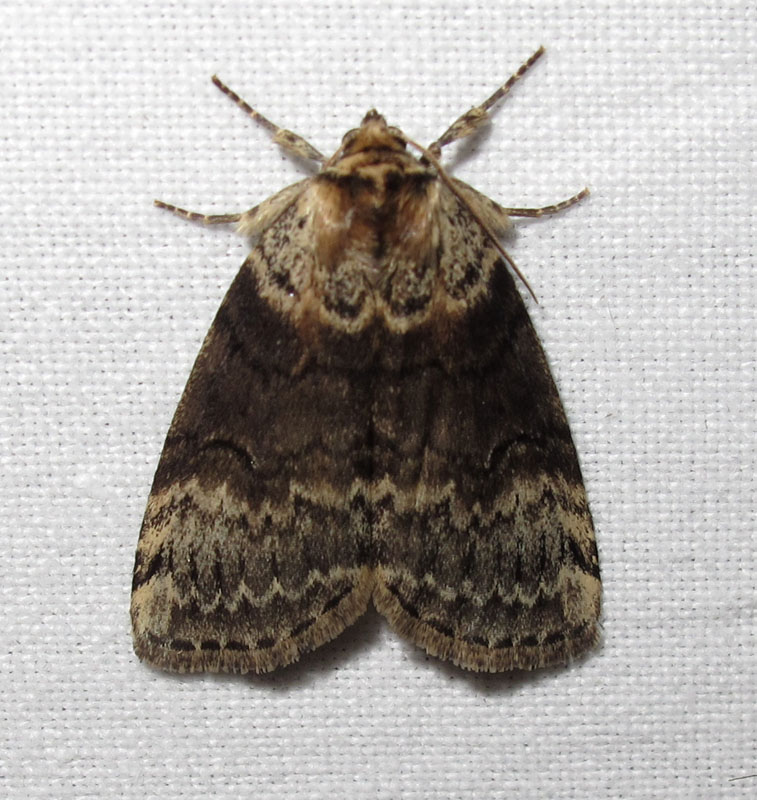
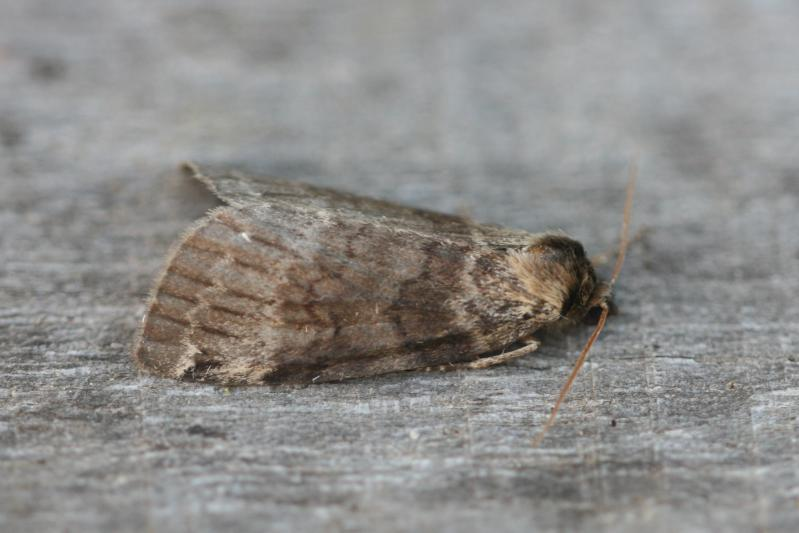